# Cyphomandra hartwegii
Cyphomandra hartwegii är en potatisväxtart som först beskrevs av John Miers, och fick sitt nu gällande namn av Michel Félix Dunal. Cyphomandra hartwegii ingår i släktet Cyphomandra, och familjen potatisväxter. Inga underarter finns listade i Catalogue of Life.